# Bärbel Kozian
Bärbel Kozian (* 27. November 1940 in Schivelbein) ist eine deutsche Politikerin und ehemalige Abgeordnete der Volkskammer sowie des Landtages von Mecklenburg-Vorpommern. 1998 trat sie aus der PDS aus, nunmehr ist sie Mitglied der CDU.

## Berufliches Wirken
Kozian besuchte in Boitin, später in Tarnow von 1947 bis 1955 die allgemeinbildende achtklassige Schule. Im Anschluss daran absolvierte sie bis 1957 an der Gewerbeschule Güstrow eine Ausbildung zur Stenotypistin. Danach arbeitete sie bis 1960 als Sekretärin an der Allgemeinen Berufsschule in Bützow. Anschließend war Kozian bis 1967 Hausfrau, vermutlich durch Mutterschaft. Danach arbeitete sie bis 1978 erneut als Sekretärin, diesmal in der LPG Tarnow. Dabei legte sie 1976 über die Volkshochschule den Abschluss der 10. Klasse ab. 1978 wurde Kozian zur hauptamtlichen Bürgermeisterin von Boitin ernannt. Dieses Amt hatte sie bis zum Mai 1990 inne. Danach war sie weiterhin, nunmehr ehrenamtlich, bis zur Eingemeindung von Boitin nach Tarnow 1999 Bürgermeisterin.
Bärbel Kozian ist verheiratet und Mutter dreier Kinder.

## Politisches Wirken
Kozian war von 1962 bis 1989 Mitglied der SED. Ab 1969 arbeitete sie im Gemeinderat von Boitin mit. 1990 kandidierte sie zu den ersten freien Volkskammerwahlen für die PDS und zog als Abgeordnete des Wahlkreises 14 (Bezirk Schwerin) auf dem Listenplatz ihrer Partei ins Parlament ein. 
Zu den Landtagswahlen im Oktober 1990 kandidierte sie für die PDS in Mecklenburg-Vorpommern und zog über die Landesliste ins Parlament ein. Diesen Erfolg wiederholte sie 1994 noch einmal. In der ersten und zweiten Wahlperiode war sie dabei Vorsitzende des Petitionsausschusses. 
1998 trat Kozian aus der PDS aus. In der Folgezeit wurde sie Mitglied der CDU. Auch in dieser Partei bekleidet sie mittlerweile Ehrenämter. Sie ist Beisitzerin im Kreisvorstand des CDU-Kreisverbandes Güstrow sowie Beisitzerin im Landesvorstand der Seniorenunion Mecklenburg-Vorpommern.